# Колвилл (озеро)
Озеро Колвилл (англ. Colville Lake) — озеро в Северо-Западных территориях в Канаде.

## География
Озеро расположено северо-западнее залива Смит-Арм Большого Медвежьего озера и в центре группы из пяти крупных озёр (Бело, Буа, Обри, Колвилл и Монуар). Одно из больших озёр Канады — площадь водной поверхности 452 км², общая площадь — 455 км². Высота над уровнем моря 245 метров. Посёлок Колвилл-Лейк расположен на юго-востоке озера, там же расположен аэропорт и аэропорт для гидросамолётов.